# Cimetière militaire britannique de la ferme de Guizancourt
Le cimetière militaire britannique de la ferme de Guizancourt (en anglais, Guizancourt Farm Cemetery, Gouy) est un des deux cimetières militaires de la Première Guerre mondiale situés sur le territoire de la commune de Gouy, Aisne. Le second est Prospect Hill Cemetery, Gouy.

## Localisation
Ce cimetière est situé en pleine campagne à 5 km au nord-est du village sur le chemin vicinal conduisant à la ferme de Guizancourt, à 1 km de celle-ci.

## Historique
Gouy fut occupé par les Allemands  dès fin août 1914 et resta loin de la ligne de front qui se situait à une trentaine de kilomètres à l'ouest au-delà de Péronne. Situé juste à l'arrière de la ligne Hindenburg, le secteur 
de la ferme de Guizancourt ne fut repris que le 3 octobre 1918 après de violents combats, par l'infanterie légère du Yorkshire's Light après que Le Catelet et Gouy eurent été pris par la 50e division (Northumbrian), le 6e Royal Inniskilling Fusiliers et le 4e King's Royal Rifle Corps.

## Caractéristique
Le cimetière a été construit peu après la capture de la ferme. Il y a maintenant près de 140 victimes de guerre 1914-18 commémorées dans ce cimetière. Parmi ceux-ci, un petit nombre n'est pas identifié. Tous sauf un sont tombés au début d'octobre 1918. On y accède par un petit chemin engazonné au milieu des cultures. Ce cimetière est entouré d'un mur de moellons.

## Galerie

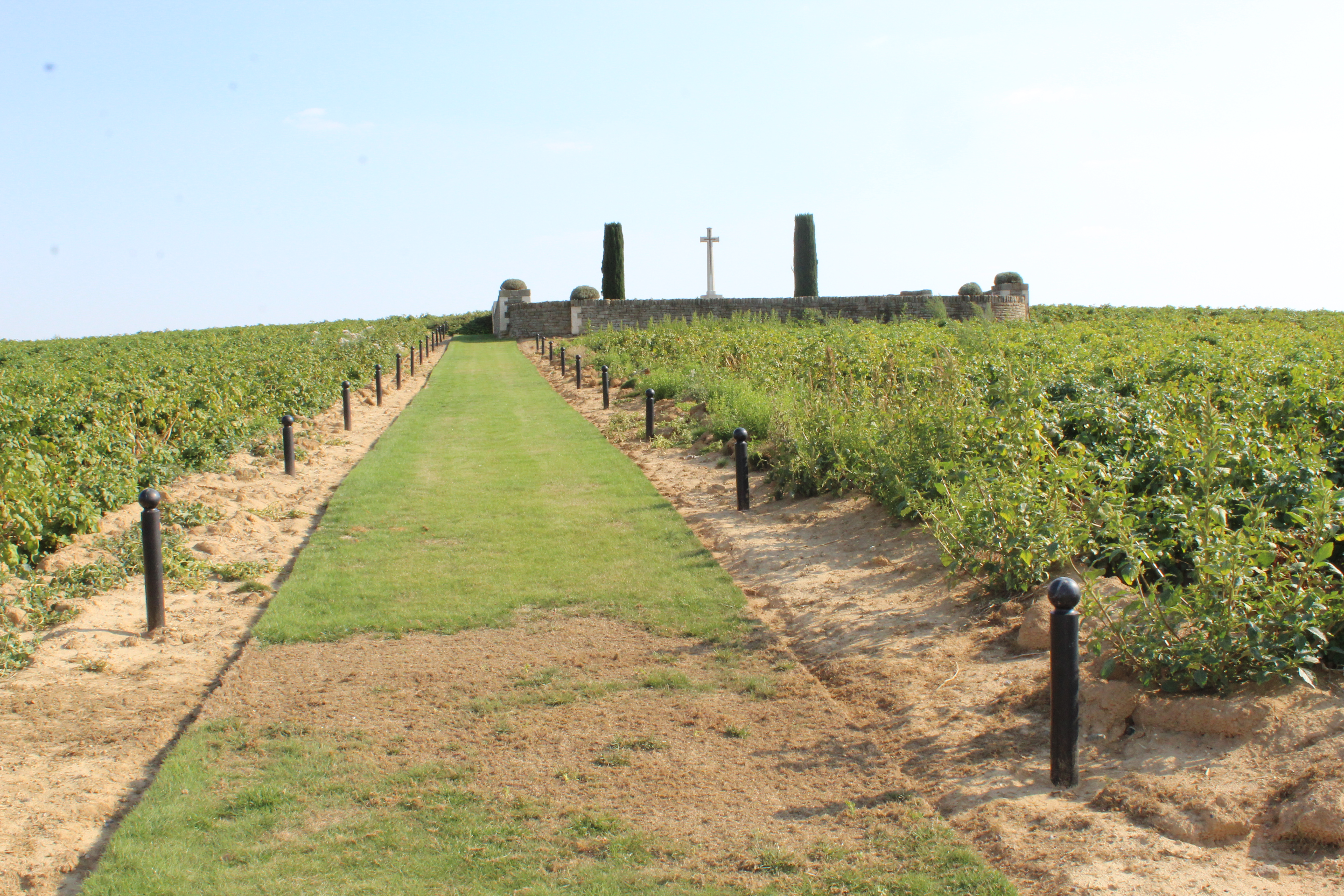
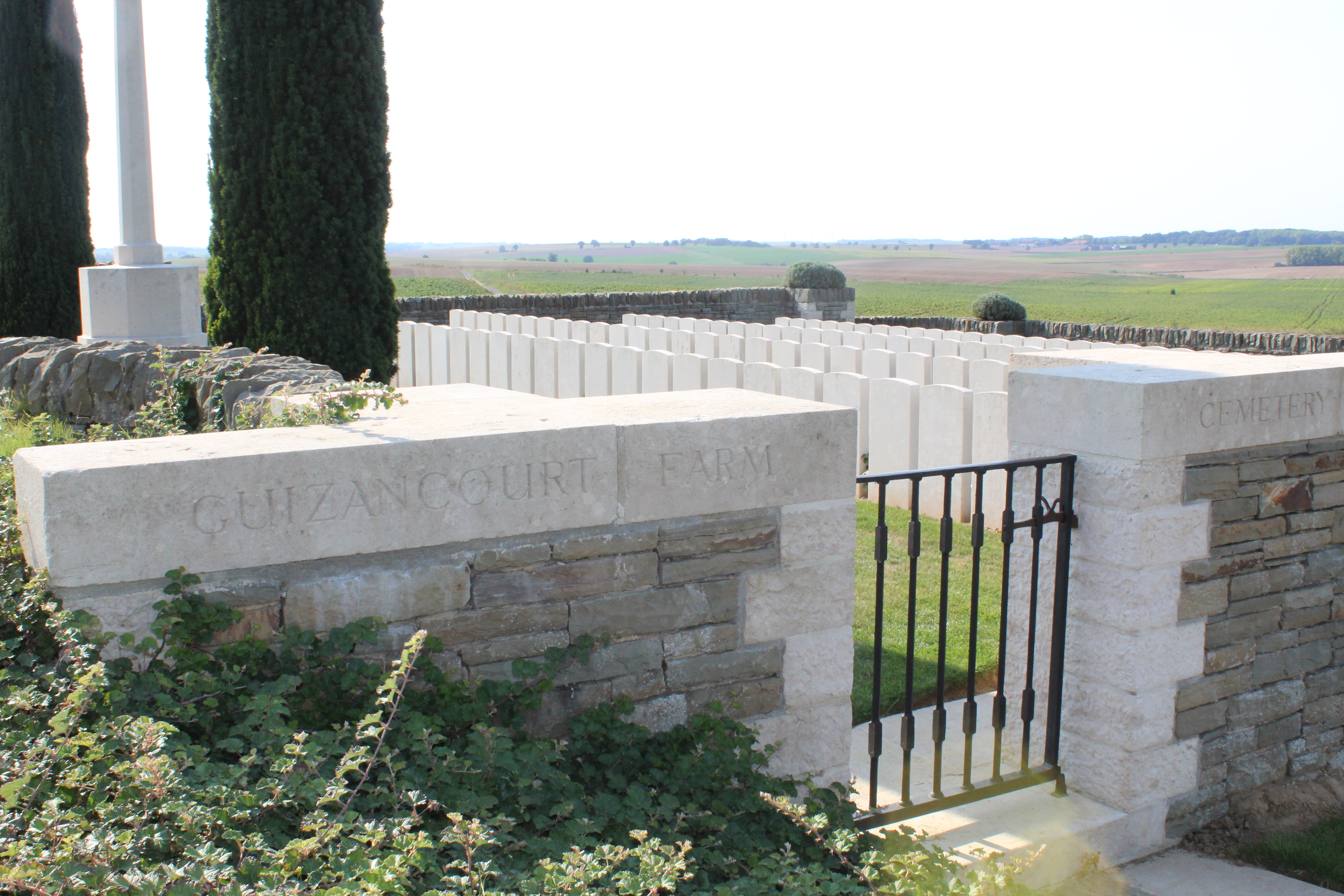
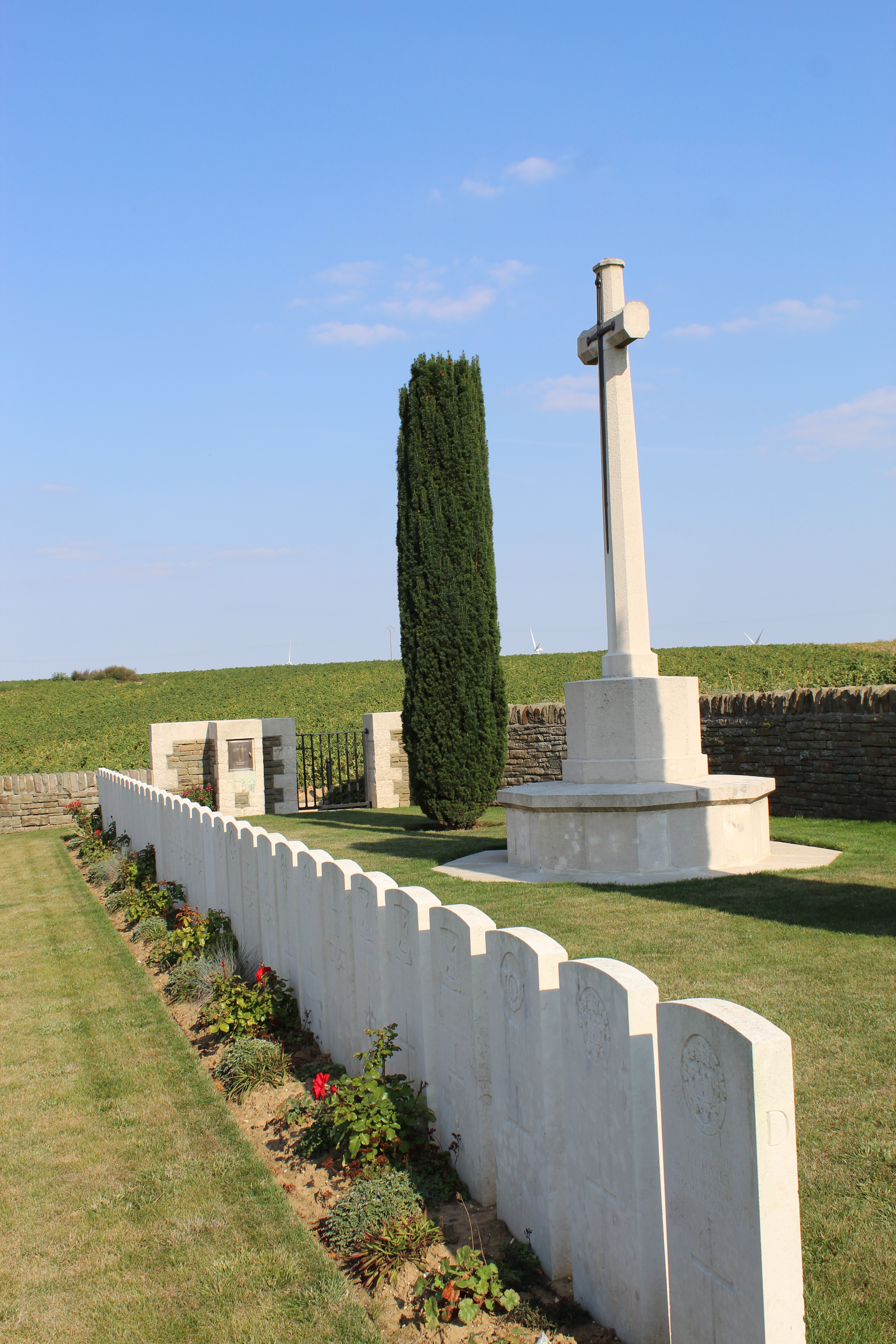

## Sépultures
| Pays        | Sépultures |
| ----------- | ---------- |
| Royaume-Uni | 140        |